# Anacampsis scintillella
Anacampsis scintillella is een vlinder uit de familie tastermotten (Gelechiidae). De wetenschappelijke naam is voor het eerst geldig gepubliceerd in 1841 door Fischer von Roslerstamm.
De soort komt voor in Europa.